# Weitenhagen (powiat Vorpommern-Greifswald)
Weitenhagen – gmina w Niemczech, w kraju związkowym Meklemburgia-Pomorze Przednie, w powiecie Vorpommern-Greifswald, wchodzi w skład Związku Gmin Landhagen. 26 maja 2019 do gminy przyłączono gminę Diedrichshagen, która stała się jej częścią (Ortsteil).  